# Shikairo Days
Shikairo Days (シカ色デイズ?, Shikairo Deizu) è un singolo del gruppo Club del cervo (シカ部?, Shika-bu), composto dai personaggi immaginari Noko-tan, Koshi-tan, Anko Koshi e Meme Bashame, interpretati rispettivamente da Megumi Han, Saki Fuji, Rui Tanabe e Fūka Izumi. È stato pubblicato l'8 luglio 2024 e funge da sigla d'apertura della serie televisiva anime Nokotan - In cerVa di amici.
Il singolo è diventato un meme virale su YouTube e TikTok.

## Sviluppo

### Produzione
Il testo è stato scritto da Kana Yaginuma e la musica è stata composta da Yūki Waga sotto l'etichetta discografica Lantis.
In un'intervista, Waga ha spiegato che, nel mentre stava componendo la canzone, ha camminato per casa ripetendo la frase Shikanoko nokonoko koshitantan con la stessa velocità e ritmo richiesto da Lantis e Twin Engine per creare un tormentone.

### Promozione
Il 22 giugno 2024, ABEMA, il servizio streaming che avrebbe trasmesso Nokotan - In cerVa di amici, ha trasmesso per 24 ore continuate per promuovere la canzone e l'adattamento animato.

### Distribuzione
Il singolo è stato distribuito l'8 luglio 2024 come sigla d'apertura dell'anime Nokotan - In cerVa di amici. È stato cantato dal Club del cervo, composto da Megumi Han come Noko-tan, Saki Fujita come Koshi-tan, Rui Tanabe come Anko Koshi e Fūka Izumi come Meme Bashame. Il 18 settembre 2024 è stato trasmesso l'ultimo episodio della seria e un video musicale con la versione completa del singolo è stato pubblicato sul canale YouTube ufficiale di Twin Engine.

## Successo commerciale
Nelle classifiche giapponesi di Oricon del 22 luglio 2024, Shikairo Days è entrato nella Digital Singles Chart al secondo posto con 8 618 unità nella prima settimana. Il CD del singolo è entrato nella Singles Chart al 32º posto, vendendo 1 843. Invece per la Billboard Japan ha debuttato al primo posto della Billboard Japan Hot 100 "Heatseekers Songs". Al debutto è arrivato secondo alla TikTok Weekly, e primo su iTunes Japan.

## Accoglienza

### Popolarità
Il singolo è diventato un meme virale su YouTube e TikTok dopo che Twin Engine ha pubblicato il 28 maggio 2024 sul canale YouTube ufficiale una versione di 1 ora della prima strofa, il tutto accompagnato dalla protagonista Koshi-tan che balla di fronte un cervo, come promozione dell'anime. Il video è stato descritto dai fan come "brainrot".

### Critica
Akihiro Tomita di RealSound ha elogiato la melodia e il ritmo del singolo, dicendo che "Questa è una canzone di cui possiamo andare fieri, e che potrebbe provenire solo dalla cultura anime giapponese".

### Riconoscimenti
| Anno | Premio               | Categoria                            | Risultato | Note   |
| ---- | -------------------- | ------------------------------------ | --------- | ------ |
| 2025 | Reiwa Anisong Awards | Premio per il tema di un personaggio | Candidato | [ 17 ] |
| 2025 | Reiwa Anisong Awards | Premio Anikara                       | Candidato | [ 17 ] |
| 2025 | Reiwa Anisong Awards | Project Award                        | Vincitore | [ 18 ] |

## Classifiche
| Classifica (2024)                          | Posizione massima |
| ------------------------------------------ | ----------------- |
| Giappone (Billboard Japan - Hot 100)       | 47                |
| Giappone (Billboard Japan - Hot Animation) | 12                |
| Giappone (Oricon)                          | 32                |
| Giappone (Oricon - Anime Singles)          | 10                |